# Alejandro Niño
Alejandro Niño (Tunja, Boyacá, Colombia; 12 de enero de 1989) es un futbolista colombiano. Juega de arquero.

## Clubes
| Club          | País     | Año         |
| ------------- | -------- | ----------- |
| Patriotas     | Colombia | 2007        |
| Academia      | Colombia | 2008 - 2012 |
| Llaneros F.C. | Colombia | 2012        |
| Boyacá Chicó  | Colombia | 2013        |